# Gaswerk Leopoldau

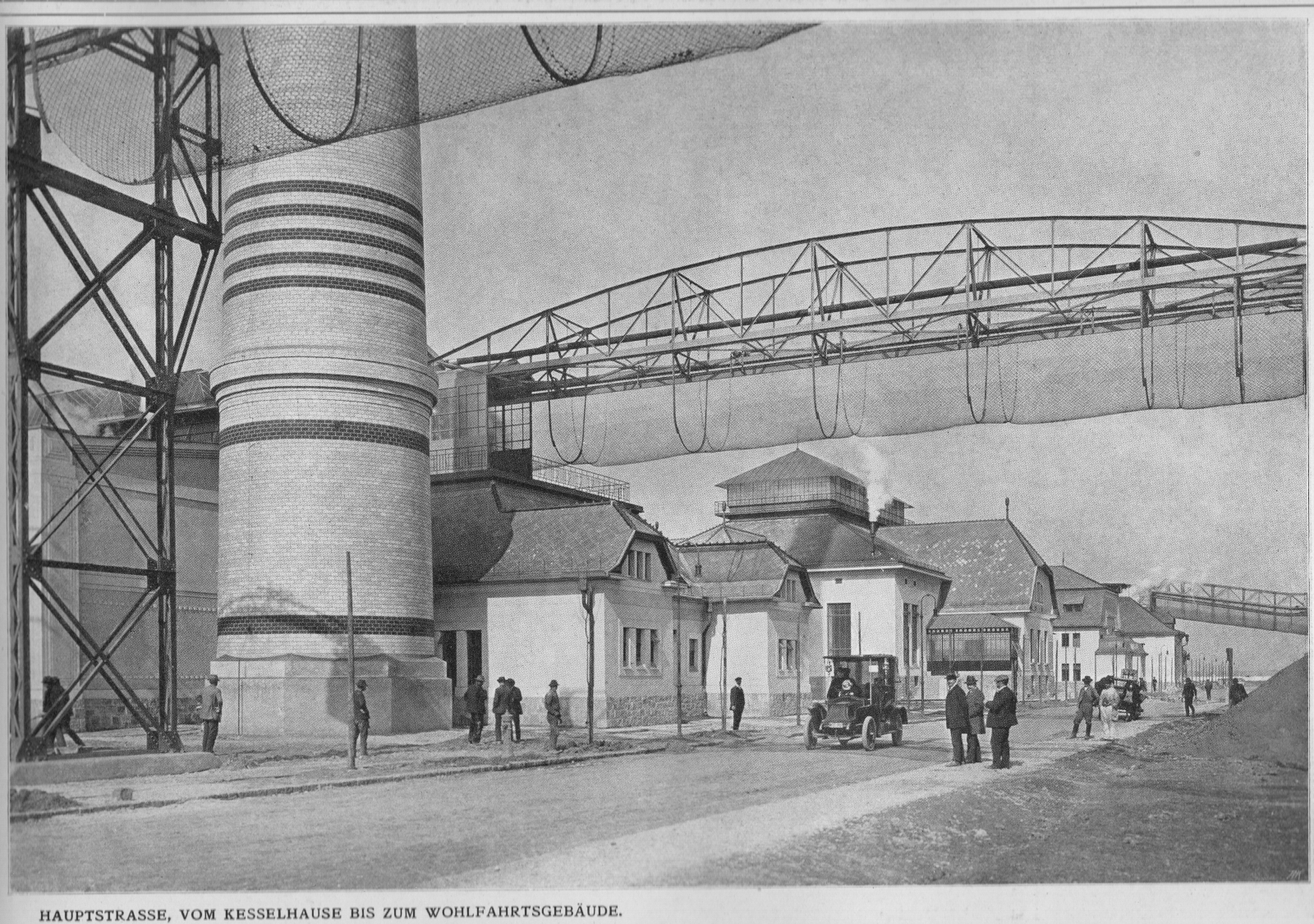
Hauptstraße, vom Kesselhaus bis zum Wohlfahrtsgebäude, um 1911

Das Gaswerk Leopoldau im 21. Wiener Gemeindebezirk Floridsdorf war neben dem Gaswerk Simmering eines von zwei städtischen Gaswerken zur Erzeugung von Stadtgas aus Kohle.
Das Ensemble von Verwaltungs-, Wohn- und Lagergebäuden aus der Bauzeit steht unter Denkmalschutz und ist auch von der österreichischen Hauptstadt Wien als bauliche Schutzzone ausgewiesen.

## Geschichte

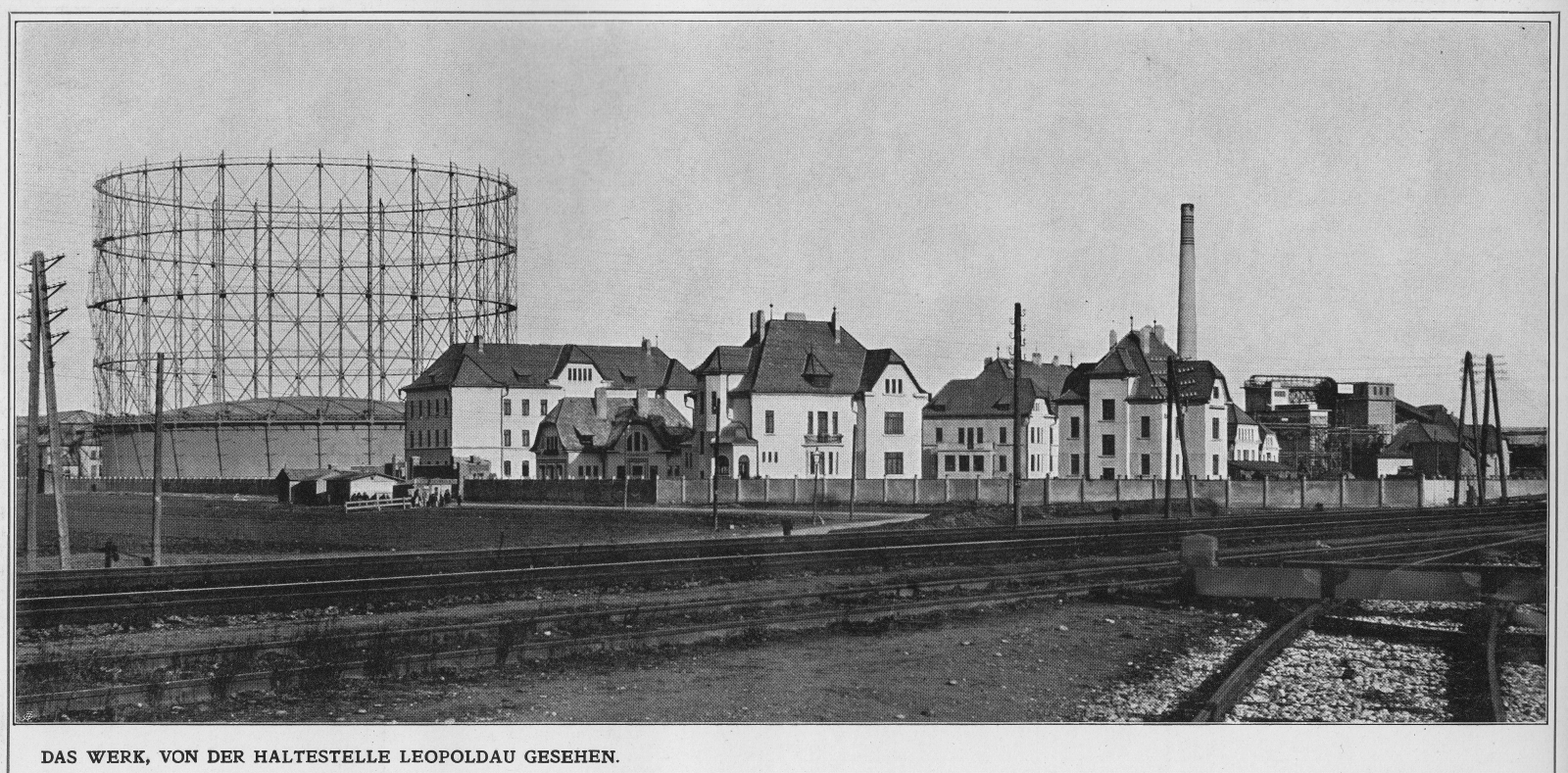
Ehemaliges Gaswerk Leopoldau, um 1911

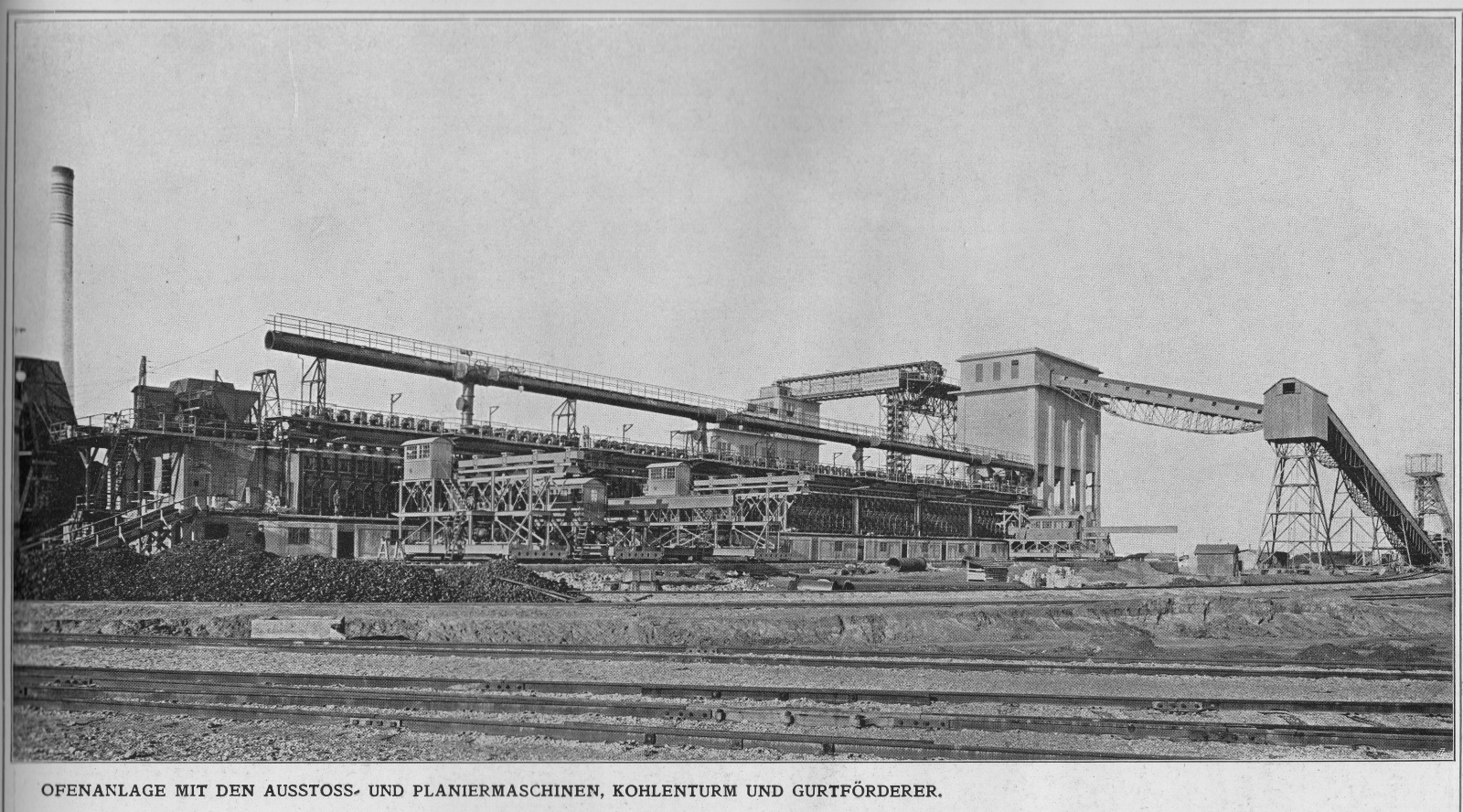
Ofenanlage mit den Ausstoß- und Planiermaschinen, Kohlenturm und Gurtförderer

Ursprünglich wurde die österreichische Hauptstadt Wien– wie auch bei der elektrischen Energie – von Privatfirmen versorgt und auch hier bemühte sich die Stadtregierung unter Bürgermeister Karl Lueger um eine Kommunalisierung der Gasversorgung und errichtete zunächst das Gaswerk Simmering.
Am 10. Februar 1906 beschloss der Wiener Gemeinderat, auch die zur damaligen Zeit noch von der Imperial-Continental-Gas-Association (ICGA) mit Gas versorgten Außenbezirke mit städtischem Gas zu versorgen und den noch gültigen Vertrag mit der ICGA mit 31. Dezember 1911 auslaufen zu lassen. Daher sollte neben dem Vollausbau des Gaswerks Simmering in der Leopoldau ein weiteres Gaswerk errichtet werden. Diese Vorhaben genehmigte der Gemeinderatsausschuss für die städtischen Gaswerke am 16. Oktober 1907 und der Gemeinderat am 25. Oktober 1908.
Die Arbeiten am Gaswerk Leopoldau verzögerten sich jedoch. Die privaten Gasgesellschaften bemühten sich um eine Verlängerung der Lieferverträge, doch am 1. Juli 1909 lehnte der Gemeinderat dies endgültig ab.
Die Bauarbeiten für das neue Gaswerk begannen offiziell mit dem ersten Spatenstich im Herbst 1909, die Aufnahme des Vollbetriebs fand am 17. November 1911 statt, die feierliche Eröffnung am 18. Dezember des gleichen Jahres und schließlich die feierliche Einweihung im Rahmen eines Festaktes am 16. April 1912. Zu dieser Zeit lieferte das Gaswerk Leopoldau stündlich rund 250.000 Kubikmeter Gas. Der Bau des Gaswerks wurde von Marianne Strobl fotografisch dokumentiert.
Insbesondere wegen der im Floridsdorfer Sammelkanal ständig anfallenden Gaswerksabwässer wurde 1935 mit dem Bau des Floridsdorfer Entlastungskanals begonnen.
Ab dem 18. Jänner 1943 wurde dem hier erzeugten Gas erstmals in geringen Mengen auch Erdgas beigefügt.
Während des Zweiten Weltkriegs wurde das rund 44 Hektar große Areal von rund 160 Spreng- und 50 Brandbomben getroffen, wobei sieben Menschen ums Leben kamen. Bei einem der Luftangriffe wurde unter anderem am 13. Oktober 1944 der 300.000 Kubikmeter fassende und zwischen 1928 und 1929 errichtete Gasometer zerstört. Dieser wurde in den Nachkriegsjahren wieder aufgebaut und im Februar 1952 erneut in Betrieb genommen.
Seit dem Jahr 1958 wurden im Gaswerk Leopoldau Versuche zur Entgiftung, einer Reduktion des Kohlenmonoxydgehalts des Gases von etwa 10 auf 3 Prozent, unternommen. Im Februar 1964 wurde Bürgermeister Franz Jonas über den Stand der Forschungsarbeiten informiert und gab aus diesem Anlass den Auftrag, dem Wiener Gemeinderat einen Projektentwurf mit den technischen Daten und den zu erwartenden Kosten vorzulegen. Die bleibende Entgiftung des Stadtgases wurde zwischen 1964 und 1968 verwirklicht.
Am 28. August 1969 wurde im Gaswerk Leopoldau der letzte der Gaserzeugung dienende Kammerofen stillgelegt.
Zwischen 1984 und 1985 wurde der Gasometer 2 abgebrochen. 1985 erfolgte die Stilllegung des Gasometers 1, der schließlich 1987 ebenfalls abgebrochen wurde.
Erhalten blieb hingegen ein laut Dehio bemerkenswertes Ensemble aus Wohn- und Verwaltungsgebäuden, welche durch zwei Alleen erschlossen sind. Erbaut wurden diese ein- und zweigeschoßigen Gebäude mit hohen Walm- beziehungsweise Mansardwalmdächern in einer Villen- und Schlosstypologie mit Anleihen beim Heimatstil.

## Anlage

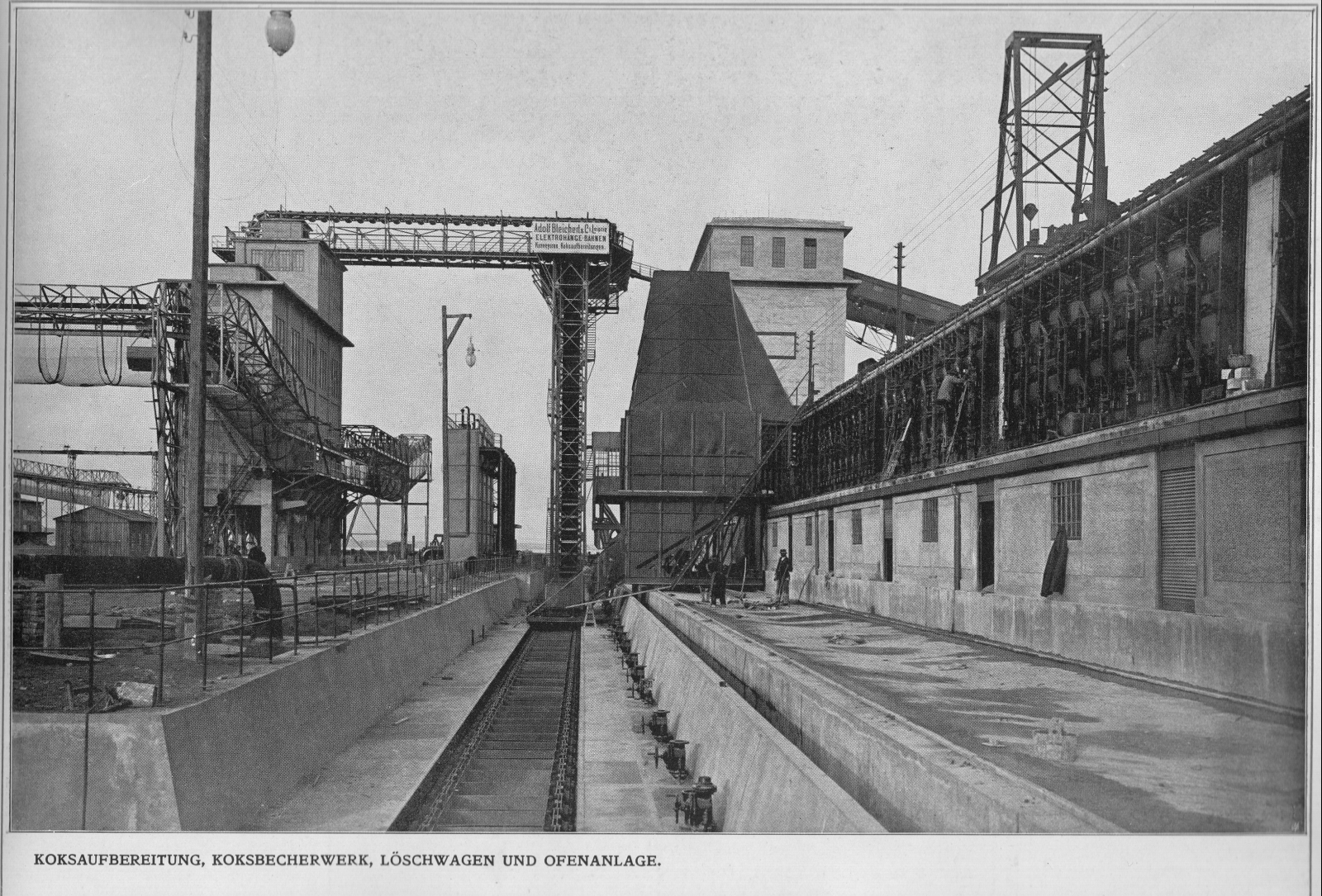
Koksaufbereitung, Löschwagen und rechts Kammerofenanlage

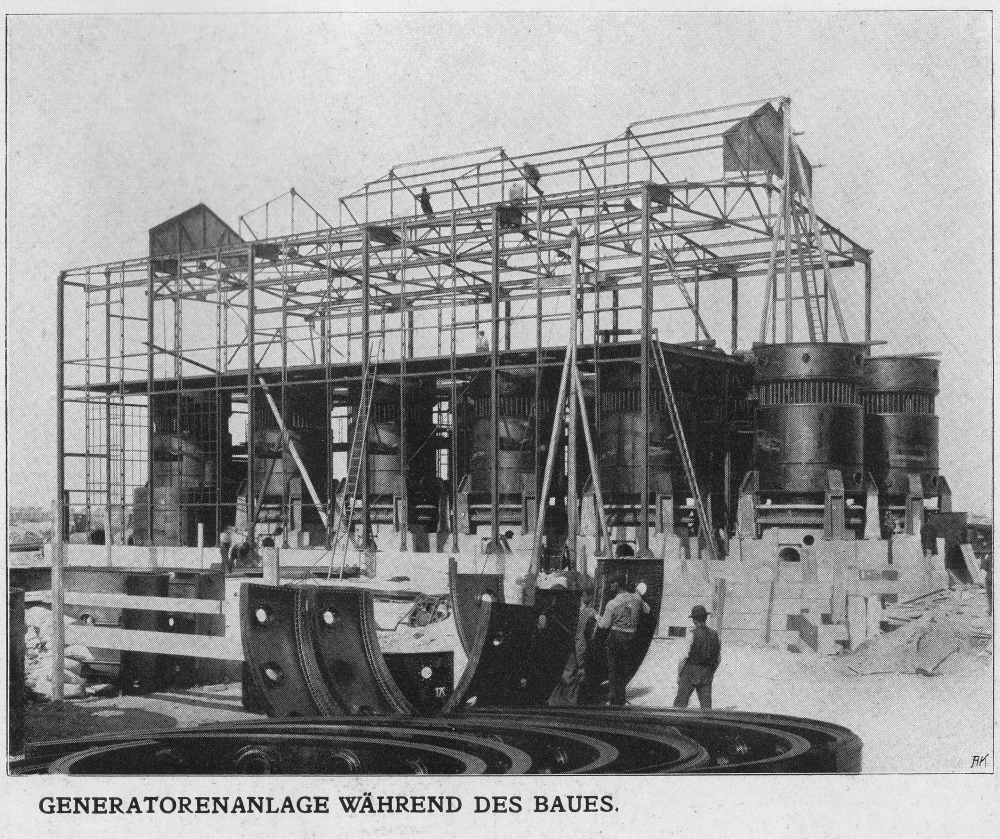
Generatorenanlage während des Aufbaus mit 12 Drehrostgeneratoren

Gewonnen wurde das Gas (Leuchtgas, Stadtgas, Kohlegas) in Kammeröfen mit ursprünglich 72 10 Meter langen, 2,2 Meter hohen und 0,5 Meter breiten Kammern, welche mit je ungefähr 11 Tonnen Kohle gefüllt wurden. Diese wurde rund 23 Stunden lang unter Luftabschluss entgast.
Beheizt wurden die Kammeröfen mit sogenanntem Generatorgas, welches in der mit 12 Drehrostgeneratoren ausgestatteten Zentralgeneratoranlage erzeugt wurde. In diesen Generatoren wurden Luft und Wasserdampf durch glühenden Koks geblasen, wobei das Generatorgas entstand. Dieses wurde gereinigt, erhitzt und in den Kammeröfen verbrannt, um die Kammern zu erhitzen.
Das entstehende Rohgas wurde abgesaugt und abgekühlt, dadurch trennte es sich von Teer und Ammoniakwasser. Von diesen Bestandteilen und von Naphthalin wurde es endgültig im Wäscherhaus gereinigt.
Nach einer Zwischenspeicherung in einem 150.000 Kubikmeter fassenden Gasometer wurde das Gas mittels eines Turbogebläses durch eine Rohrleitung über die Kaiser-Franz-Josef-Brücke in den Gasometer Brigittenau, der zum Zeitpunkt seiner Errichtung der größte auf dem Kontinent war, geblasen.
In frei stehenden Intze-Behältern wurden Teer, Ammoniakwasser und Waschöl gesammelt. Das Ammoniakwasser wurde in einer Ammoniakfabrik der Firma Skoda-Wetzler weiterverarbeitet.
Durch die weitgehende Mechanisierung wurden zum Zeitpunkt der Inbetriebnahme des Gaswerks nur ungefähr 150 Menschen hier beschäftigt.

## Leistung
Die Kapazität des Gaswerks Leopoldau wurde von 50 Millionen Kubikmeter Stadtgas jährlich im Jahr 1912 auf 166 Millionen Kubikmeter im Jahr 1951 gesteigert. Zu diesem Zweck wurden täglich rund 170 Waggons Kohle benötigt.
Während des Bestandes des Gaswerks wurden ungefähr 15 Millionen Tonnen Kohle verarbeitet und daraus über fünf Milliarden Kubikmeter Stadtgas erzeugt.

## Produkte

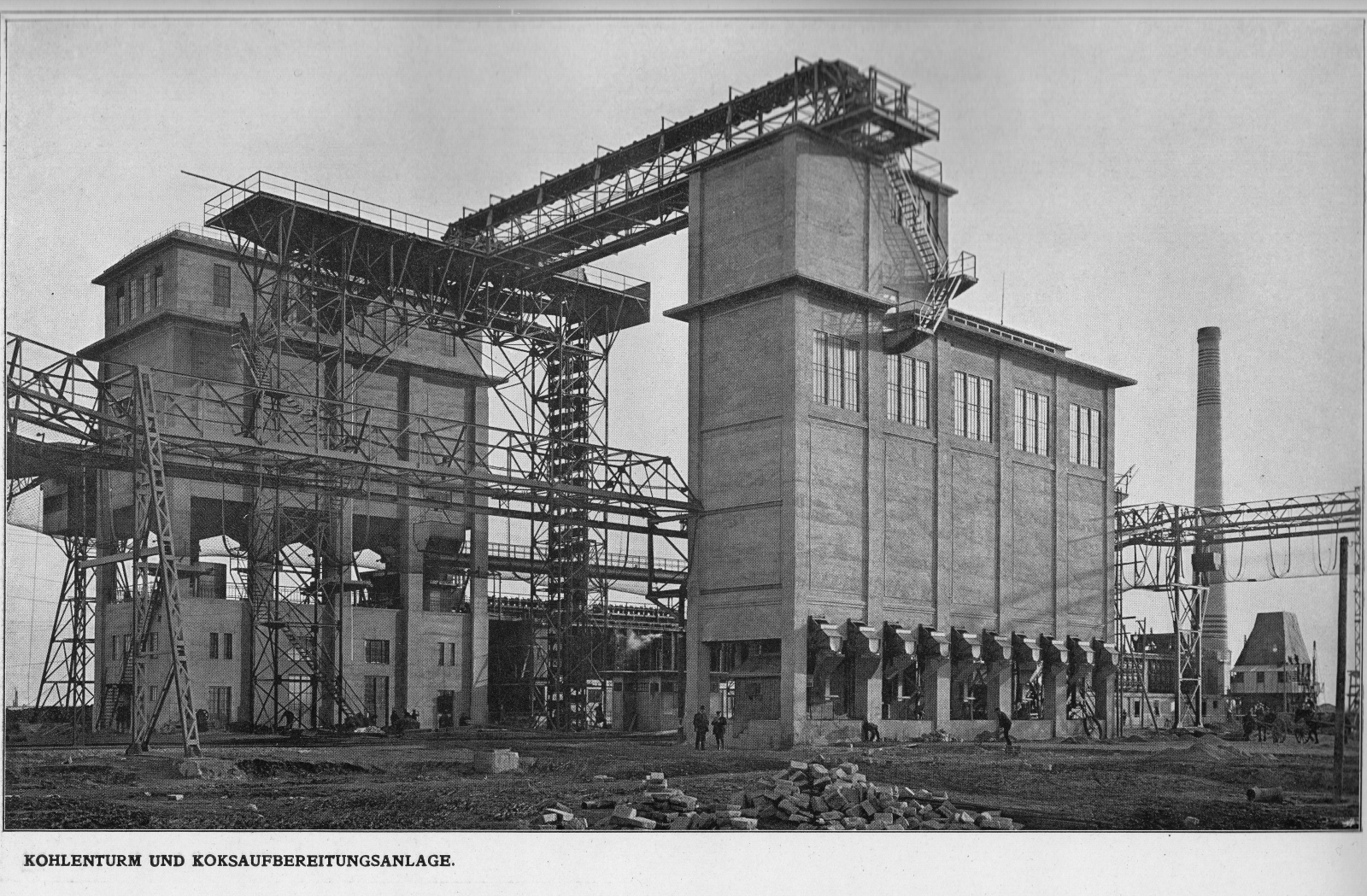
Kohlenturm und Koksaufbereitungsanlage

Hauptprodukt und Unternehmenszweck war Gas. Aus einer Tonne Gaskohle wurden 300 bis 350 Kubikmeter Gas gewonnen. Außerdem entstanden bei der trockenen Destillation pro Tonne Kohle etwa 650 Kilogramm Koks, 40 Kilogramm Teer, 60 Kilogramm „Gaswasser“ mit einem Gehalt von etwa zwei bis drei Kilogramm Ammoniak, 1,2 Kilogramm Benzol-Toluol-Gemisch und Schwefel sowie Schwefelverbindungen.
Die Nebenprodukte galten anfangs als unerwünschter Abfall, der aus Unwissenheit über seine Auswirkungen auf die Umwelt entsprechend sorglos behandelt wurde. Die fortschreitende Entwicklung der chemischen Industrie hatte die Errichtung von Anlagen zur Aufbereitung des ehemaligen Abfalls, der dadurch zu einer zusätzlichen Geldquelle für die Wiener Gaswerke wurde, zur Folge. 1950 etwa wurden durch den Export der hier gewonnenen Rohstoffe ungefähr eine Million Schweizer Franken sowie eine Viertelmillion Deutsche Mark eingenommen.

## Altlast
Das Gelände des ehemaligen Gaswerks Leopoldau ist als Altlast W20 Gaswerk Leopoldau in den Altlastenkataster des Umweltbundesamtes aufgenommen.
Grund für diese Maßnahme sind Verseuchungen des Bodens mit polyzyklischen aromatischen Kohlenwasserstoffen PAK, Phenole, Cyanide und leichtflüchtige aromatische Kohlenwasserstoffen BTEX, die sich auch auf das Grundwasser auswirken und bis in eine Entfernung von 200 Metern nachweisbar sind.
Schon im Jahr 1916 wurde beim Bau eines Brunnens eine massive Verunreinigung des Bodens und des Grundwassers mit Teer festgestellt. Bei der Errichtung eines weiteren Brunnens im Jahr 1934 wurde ebenfalls mit Öl verseuchtes Grundwasser gefunden.
Die Luftangriffe während des Zweiten Weltkriegs mit den von ihnen verursachten Schäden sowie das Platzen eines Teerbehälters sorgten ebenso für Verschmutzungen wie spätere Unfälle.

## Folgenutzung

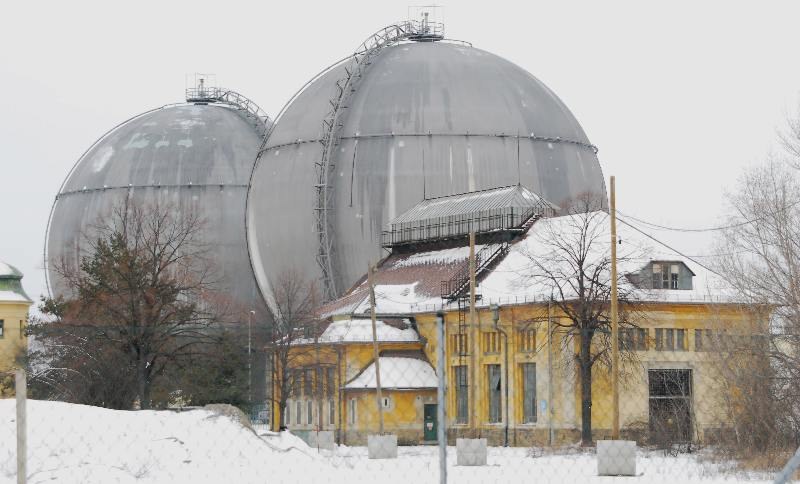
Kugelgasbehälter im ehemaligen Gaswerk Leopoldau, im Vordergrund das ehemalige Generatorengebäude (nicht unter Denkmalschutz)

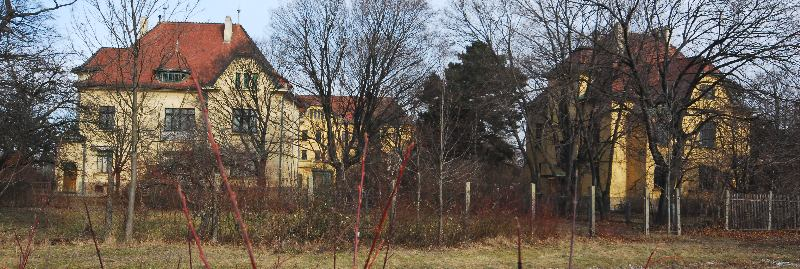
Wohngebäude des ehemaligen Gaswerks Leopoldau (unter Denkmalschutz, heutige Adressen Marischkapromenade 2 und 4, im Hintergrund ein weiteres Wohngebäude, heutige Adresse Menzelstraße 1)

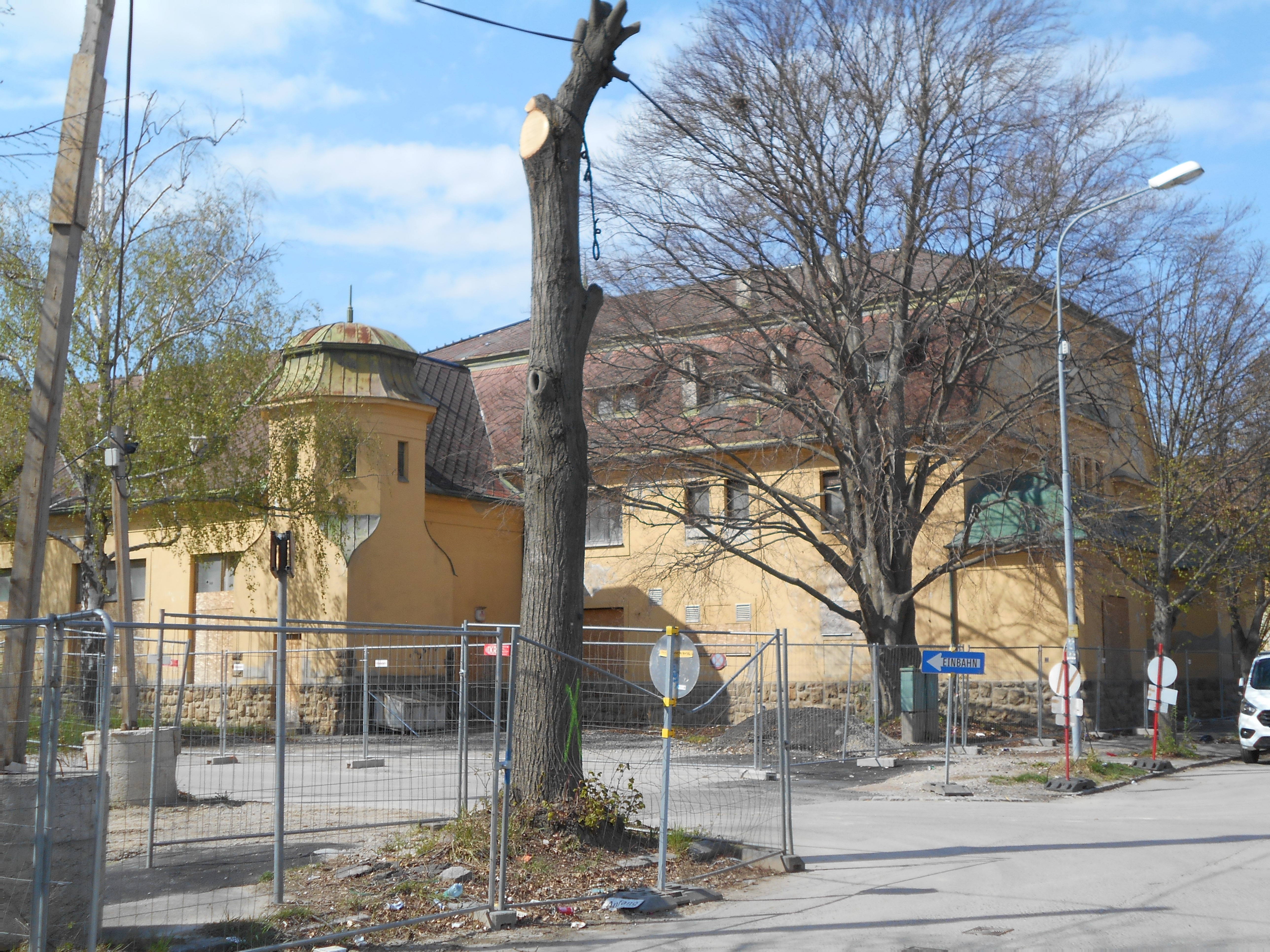
Das Wohlfahrtsgebäude (unter Denkmalschutz, am heutigen Wohlfahrtsweg), es ist in dem Gebäude ein Gastronomiebetrieb geplant

- Auf einem Teil des Geländes des ehemaligen Gaswerks Leopoldau wurde das Gas- und Dampfkraftwerk Leopoldau errichtet.
- Im Jahr 1981 wurden zwei Kugelgasbehälter mit einem Rauminhalt von je 16.000 Kubikmeter in Betrieb genommen. Die mit Überdruck arbeitenden, 2013 abgetragenen Behälter besaßen ein Fassungsvermögen von je 150.000 Kubikmeter.[15]
- Auf einem weiteren Teil des Areals wurde im Juli 2007 die Betriebsgarage Leopoldau der Wiener Linien eröffnet. Hier werden rund 200 Busse für insgesamt 27 Buslinien – darunter sieben der NightLine Wien – abgestellt.[16]
- Seit 2018 werden auf einem Großteil des ehemaligen Areals neue Wohnungsbauten errichtet, die sich um Mitte 2020 westlich bis zum Jürgenssenweg und östlich bis zur Richard-Neutra-Straße erstrecken. Das Neubaugebiet hat den Namen Neu Leopoldau, am Vorplatz beim ehemaligen Eingang befindet sich seit Dezember 2020 eine Busstation. Einige Verwaltungs-, Lager- und Wohngebäude werden in das entstehende Wohngebiet integriert und vom Kaiser Franz Joseph I. Jubiläumsfonds für Werkstättengebäude und Volkswohnungen  2017 erworben und für dessen Zwecke saniert, das ist die Vermietung von Werkstätten. Es sind dies neben den Wohnhäusern:

- - Das Waag- und Torwächterhaus (ehemaliges Portierhaus mit einer Fahrzeugwaage davor)
  - Das ehemalige Verwaltungsgebäude
  - Ehemalige Werkstättengebäude und Garagen
  - Das Gasmesserhaus
  - Das Wohlfahrtsgebäude (ehemaliges Zentrum des Soziallebens mit Kantine, Waschräumen etc.)